# فهرست خورشیدگرفتگی‌های سده ۸ (میلادی)
این فهرست شامل خورشیدگرفتگی‌های سدهٔ ۸ میلادی است که در طی سال‌های ۷۰۱ تا ۸۰۰ میلادی روی داده‌اند. در این دوره، ۲۳۳ خورشیدگرفتگی رخ داد که ۷۷ مورد آن خورشیدگرفتگی جزئی، ۸۸ مورد خورشیدگرفتگی حلقه‌ای، ۶۶ خورشیدگرفتگی کامل و ۲ مورد نیز از نوع خورشیدگرفتگی مرکب بود.
| تاریخ          | زمان بزرگ‌ترین گرفت | چرخهٔ ساروس | نوع    | قدر    | مدت زمان          | مکان                                            | مسیر گرفتگی            | ناحیهٔ جغرافیایی | منبع(ها) |
| -------------- | ------------------ | ---------- | ------ | ------ | ----------------- | ----------------------------------------------- | ---------------------- | --------------- | -------- |
| ۱۲ مه ۷۰۱      | ۱۸:۴۸:۰۶           | ۱۰۷        | جزئی   | ۰٫۷۳۹۲ | —                 | ۶۲°۴۸′شمالی ۱۴۰°۱۲′شرقی / ۶۲٫۸°شمالی ۱۴۰٫۲°شرقی | —                      |                 | [ ۱ ]    |
| ۶ اکتبر ۷۰۱    | ۱۶:۱۸:۳۸           | ۷۴         | جزئی   | ۰٫۰۳۹۱ | —                 | ۶۱°۱۲′شمالی ۲۵°۵۴′شرقی / ۶۱٫۲°شمالی ۲۵٫۹°شرقی   | —                      |                 | [ ۱ ]    |
| ۵ نوامبر ۷۰۱   | ۰۲:۴۲:۲۳           | ۱۱۲        | جزئی   | ۰٫۷۲۲۶ | —                 | ۶۲°۱۸′جنوبی ۲۶°۳۶′شرقی / ۶۲٫۳°جنوبی ۲۶٫۶°شرقی   | —                      |                 | [ ۱ ]    |
| ۲ آوریل ۷۰۲    | ۰۶:۵۶:۴۱           | ۷۹         | حلقه‌ای | ۰٫۹۲۹۹ | ۰۶ دقیقه ۰۹ ثانیه | ۵۱°۴۲′جنوبی ۱۳۸°۱۲′شرقی / ۵۱٫۷°جنوبی ۱۳۸٫۲°شرقی | ۷۲۵ کیلومتر (۴۵۰ مایل) |                 | [ ۱ ]    |
| ۲۶ سپتامبر ۷۰۲ | ۰۸:۲۹:۴۹           | ۸۴         | کامل   | ۱٫۰۴۱۰ | ۰۲ دقیقه ۵۱ ثانیه | ۴۶°۱۲′شمالی ۱۰۲°۲۴′شرقی / ۴۶٫۲°شمالی ۱۰۲٫۴°شرقی | ۲۵۳ کیلومتر (۱۵۷ مایل) |                 | [ ۱ ]    |
| ۲۲ مارس ۷۰۳    | ۰۸:۱۳:۰۸           | ۸۹         | حلقه‌ای | ۰٫۹۶۱۲ | ۰۴ دقیقه ۰۸ ثانیه | ۷°۳۰′جنوبی ۷۹°۱۲′شرقی / ۷٫۵°جنوبی ۷۹٫۲°شرقی     | ۱۴۳ کیلومتر (۸۹ مایل)  |                 | [ ۱ ]    |
| ۱۵ سپتامبر ۷۰۳ | ۲۱:۵۷:۵۷           | ۹۴         | مرکب   | ۱٫۰۰۵۲ | ۰۰ دقیقه ۲۹ ثانیه | ۹°۲۴′شمالی ۱۳۱°۰۶′غربی / ۹٫۴°شمالی ۱۳۱٫۱°غربی   | ۱۸ کیلومتر (۱۱ مایل)   |                 | [ ۱ ]    |
| ۱۰ مارس ۷۰۴    | ۱۵:۵۲:۲۹           | ۹۹         | مرکب   | ۱٫۰۰۹۳ | ۰۰ دقیقه ۴۹ ثانیه | ۲۷°۰۶′شمالی ۵۷°۴۸′غربی / ۲۷٫۱°شمالی ۵۷٫۸°غربی   | ۳۸ کیلومتر (۲۴ مایل)   |                 | [ ۱ ]    |
| ۴ سپتامبر ۷۰۴  | ۰۴:۵۲:۰۶           | ۱۰۴        | حلقه‌ای | ۰٫۹۵۲۶ | ۰۴ دقیقه ۵۳ ثانیه | ۲۶°۴۸′جنوبی ۱۰۲°۴۸′شرقی / ۲۶٫۸°جنوبی ۱۰۲٫۸°شرقی | ۲۱۴ کیلومتر (۱۳۳ مایل) |                 | [ ۱ ]    |
| ۲۹ ژانویه ۷۰۵  | ۲۰:۲۷:۴۰           | ۷۱         | جزئی   | ۰٫۲۸۴۰ | —                 | ۶۲°۲۴′جنوبی ۱۸°۰۶′شرقی / ۶۲٫۴°جنوبی ۱۸٫۱°شرقی   | —                      |                 | [ ۱ ]    |
| ۲۸ فوریه ۷۰۵   | ۰۵:۵۲:۰۶           | ۱۰۹        | جزئی   | ۰٫۵۶۱۷ | —                 | ۶۱°۰۶′شمالی ۳۳°۱۸′شرقی / ۶۱٫۱°شمالی ۳۳٫۳°شرقی   | —                      |                 | [ ۱ ]    |
| ۲۵ ژوئیه ۷۰۵   | ۱۳:۵۲:۳۷           | ۷۶         | جزئی   | ۰٫۰۳۸۴ | —                 | ۶۲°۵۴′شمالی ۱۲۱°۱۲′شرقی / ۶۲٫۹°شمالی ۱۲۱٫۲°شرقی | —                      |                 | [ ۱ ]    |
| ۲۴ اوت ۷۰۵     | ۰۵:۴۱:۳۵           | ۱۱۴        | جزئی   | ۰٫۳۵۷۰ | —                 | ۶۱°۱۸′جنوبی ۳۹°۴۲′شرقی / ۶۱٫۳°جنوبی ۳۹٫۷°شرقی   | —                      |                 | [ ۱ ]    |
| ۱۹ ژانویه ۷۰۶  | ۱۱:۵۱:۴۸           | ۸۱         | کامل   | ۱٫۰۲۱۱ | ۰۱ دقیقه ۲۴ ثانیه | ۶۲°۳۰′جنوبی ۵۲°۳۶′شرقی / ۶۲٫۵°جنوبی ۵۲٫۶°شرقی   | ۱۰۷ کیلومتر (۶۶ مایل)  |                 | [ ۱ ]    |
| ۱۴ ژوئیه ۷۰۶   | ۱۸:۱۳:۵۵           | ۸۶         | حلقه‌ای | ۰٫۹۹۰۴ | ۰۰ دقیقه ۴۲ ثانیه | ۶۵°۲۴′شمالی ۴۸°۲۴′غربی / ۶۵٫۴°شمالی ۴۸٫۴°غربی   | ۵۰ کیلومتر (۳۱ مایل)   |                 | [ ۱ ]    |
| ۸ ژانویه ۷۰۷   | ۲۲:۳۸:۱۱           | ۹۱         | حلقه‌ای | ۰٫۹۷۰۸ | ۰۳ دقیقه ۰۹ ثانیه | ۲۴°۴۸′جنوبی ۱۴۰°۱۸′غربی / ۲۴٫۸°جنوبی ۱۴۰٫۳°غربی | ۱۰۵ کیلومتر (۶۵ مایل)  |                 | [ ۱ ]    |
| ۴ ژوئیه ۷۰۷    | ۰۵:۵۳:۴۴           | ۹۶         | کامل   | ۱٫۰۵۲۵ | ۰۴ دقیقه ۵۷ ثانیه | ۱۹°۴۸′شمالی ۱۰۶°۴۸′شرقی / ۱۹٫۸°شمالی ۱۰۶٫۸°شرقی | ۱۷۴ کیلومتر (۱۰۸ مایل) |                 | [ ۱ ]    |
| ۲۹ دسامبر ۷۰۷  | ۰۲:۰۰:۳۴           | ۱۰۱        | حلقه‌ای | ۰٫۹۲۱۹ | ۱۰ دقیقه ۳۰ ثانیه | ۱۷°۵۴′شمالی ۱۵۹°۴۸′شرقی / ۱۷٫۹°شمالی ۱۵۹٫۸°شرقی | ۳۹۲ کیلومتر (۲۴۴ مایل) |                 | [ ۱ ]    |
| ۲۲ ژوئیه ۷۰۸   | ۲۲:۲۵:۳۱           | ۱۰۶        | کامل   | ۱٫۰۷۳۷ | ۰۶ دقیقه ۱۸ ثانیه | ۲۸°۴۸′جنوبی ۱۴۷°۳۰′غربی / ۲۸٫۸°جنوبی ۱۴۷٫۵°غربی | ۳۹۳ کیلومتر (۲۴۴ مایل) |                 | [ ۱ ]    |
| ۱۷ دسامبر ۷۰۸  | ۰۱:۰۰:۵۷           | ۱۱۱        | جزئی   | ۰٫۳۹۲۳ | —                 | ۶۵°۴۸′شمالی ۱۶۷°۳۰′شرقی / ۶۵٫۸°شمالی ۱۶۷٫۵°شرقی | —                      |                 | [ ۱ ]    |
| ۱۴ مه ۷۰۹      | ۰۷:۰۴:۳۵           | ۷۸         | جزئی   | ۰٫۹۷۳۶ | —                 | ۶۹°۰۶′شمالی ۶۸°۴۲′غربی / ۶۹٫۱°شمالی ۶۸٫۷°غربی   | —                      |                 | [ ۱ ]    |
| ۶ نوامبر ۷۰۹   | ۱۲:۴۱:۰۸           | ۸۳         | حلقه‌ای | ۰٫۹۸۱۴ | ۰۱ دقیقه ۱۰ ثانیه | ۷۹°۱۲′جنوبی ۶۷°۲۴′غربی / ۷۹٫۲°جنوبی ۶۷٫۴°غربی   | ۱۸۶ کیلومتر (۱۱۶ مایل) |                 | [ ۱ ]    |
| ۳ مه ۷۱۰       | ۱۶:۰۶:۴۷           | ۸۸         | حلقه‌ای | ۰٫۹۷۵۵ | ۰۲ دقیقه ۳۸ ثانیه | ۳۲°۱۸′شمالی ۵۱°۱۲′غربی / ۳۲٫۳°شمالی ۵۱٫۲°غربی   | ۹۱ کیلومتر (۵۷ مایل)   |                 | [ ۱ ]    |
| ۲۷ اکتبر ۷۱۰   | ۰۱:۳۷:۱۹           | ۹۳         | کامل   | ۱٫۰۴۱۴ | ۰۳ دقیقه ۴۱ ثانیه | ۲۵°۴۲′جنوبی ۱۶۴°۱۸′شرقی / ۲۵٫۷°جنوبی ۱۶۴٫۳°شرقی | ۱۴۱ کیلومتر (۸۸ مایل)  |                 | [ ۱ ]    |
| ۲۲ آوریل ۷۱۱   | ۱۸:۱۵:۲۸           | ۹۸         | حلقه‌ای | ۰٫۹۴۲۷ | ۰۷ دقیقه ۲۹ ثانیه | ۱۵°۳۶′جنوبی ۷۲°۱۲′غربی / ۱۵٫۶°جنوبی ۷۲٫۲°غربی   | ۲۴۲ کیلومتر (۱۵۰ مایل) |                 | [ ۱ ]    |
| ۱۶ اکتبر ۷۱۱   | ۱۷:۳۴:۱۵           | ۱۰۳        | کامل   | ۱٫۰۴۸۲ | ۰۴ دقیقه ۲۱ ثانیه | ۱۷°۰۶′شمالی ۶۴°۰۰′غربی / ۱۷٫۱°شمالی ۶۴٫۰°غربی   | ۱۸۱ کیلومتر (۱۱۲ مایل) |                 | [ ۱ ]    |
| ۱۰ آوریل ۷۱۲   | ۱۸:۵۹:۵۹           | ۱۰۸        | جزئی   | ۰٫۵۸۰۵ | —                 | ۷۱°۲۴′جنوبی ۲۹°۰۶′غربی / ۷۱٫۴°جنوبی ۲۹٫۱°غربی   | —                      |                 | [ ۱ ]    |
| ۵ اکتبر ۷۱۲    | ۰۷:۴۸:۵۴           | ۱۱۳        | جزئی   | ۰٫۶۲۹۷ | —                 | ۷۱°۳۶′شمالی ۱۴۶°۱۲′شرقی / ۷۱٫۶°شمالی ۱۴۶٫۲°شرقی | —                      |                 | [ ۱ ]    |
| ۱ مارس ۷۱۳     | ۱۴:۲۵:۳۵           | ۸۰         | کامل   | ۱٫۰۱۷۹ | ۰۱ دقیقه ۲۷ ثانیه | ۴۵°۴۲′شمالی ۳۸°۰۰′غربی / ۴۵٫۷°شمالی ۳۸٫۰°غربی   | ۱۰۵ کیلومتر (۶۵ مایل)  |                 | [ ۱ ]    |
| ۲۶ اوت ۷۱۳     | ۰۰:۴۶:۳۰           | ۸۵         | حلقه‌ای | ۰٫۹۴۰۱ | ۰۵ دقیقه ۵۲ ثانیه | ۴۹°۰۰′جنوبی ۱۶۲°۰۶′شرقی / ۴۹٫۰°جنوبی ۱۶۲٫۱°شرقی | ۴۵۸ کیلومتر (۲۸۵ مایل) |                 | [ ۱ ]    |
| ۱۹ فوریه ۷۱۴   | ۰۵:۲۶:۲۴           | ۹۰         | کامل   | ۱٫۰۵۷۴ | ۰۵ دقیقه ۱۵ ثانیه | ۵°۱۲′جنوبی ۱۱۶°۰۶′شرقی / ۵٫۲°جنوبی ۱۱۶٫۱°شرقی   | ۱۹۰ کیلومتر (۱۲۰ مایل) |                 | [ ۱ ]    |
| ۱۵ اوت ۷۱۴     | ۰۰:۵۹:۳۰           | ۹۵         | حلقه‌ای | ۰٫۹۴۲۰ | ۰۷ دقیقه ۴۶ ثانیه | ۵°۲۴′شمالی ۱۷۹°۰۰′شرقی / ۵٫۴°شمالی ۱۷۹٫۰°شرقی   | ۲۱۷ کیلومتر (۱۳۵ مایل) |                 | [ ۱ ]    |
| ۸ فوریه ۷۱۵    | ۲۱:۲۸:۵۱           | ۱۰۰        | کامل   | ۱٫۰۳۷۷ | ۰۲ دقیقه ۵۱ ثانیه | ۴۹°۴۸′جنوبی ۱۱۰°۰۶′غربی / ۴۹٫۸°جنوبی ۱۱۰٫۱°غربی | ۱۵۹ کیلومتر (۹۹ مایل)  |                 | [ ۱ ]    |
| ۴ اوت ۷۱۵      | ۰۳:۴۶:۰۱           | ۱۰۵        | حلقه‌ای | ۰٫۹۷۶۷ | ۰۲ دقیقه ۰۳ ثانیه | ۵۳°۱۸′شمالی ۱۵۰°۴۸′شرقی / ۵۳٫۳°شمالی ۱۵۰٫۸°شرقی | ۱۰۴ کیلومتر (۶۵ مایل)  |                 | [ ۱ ]    |
| ۳۰ دسامبر ۷۱۵  | ۱۹:۰۲:۰۱           | ۷۲         | جزئی   | ۰٫۰۶۶۰ | —                 | ۶۷°۰۰′شمالی ۸۸°۰۰′غربی / ۶۷٫۰°شمالی ۸۸٫۰°غربی   | —                      |                 | [ ۱ ]    |
| ۲۹ ژانویه ۷۱۶  | ۰۹:۵۲:۱۵           | ۱۱۰        | جزئی   | ۰٫۳۵۱۴ | —                 | ۶۹°۴۲′جنوبی ۱۶۲°۱۲′غربی / ۶۹٫۷°جنوبی ۱۶۲٫۲°غربی | —                      |                 | [ ۱ ]    |
| ۲۴ ژوئیه ۷۱۶   | ۰۵:۴۶:۵۱           | ۷۷         | جزئی   | ۰٫۵۴۲۰ | —                 | ۶۶°۱۸′جنوبی ۱۱۶°۲۴′شرقی / ۶۶٫۳°جنوبی ۱۱۶٫۴°شرقی | —                      |                 | [ ۱ ]    |
| ۲۳ ژوئیه ۷۱۶   | ۱۳:۴۷:۰۹           | ۱۱۵        | جزئی   | ۰٫۴۱۸۰ | —                 | ۶۸°۵۴′شمالی ۱۴۶°۴۸′شرقی / ۶۸٫۹°شمالی ۱۴۶٫۸°شرقی | —                      |                 | [ ۱ ]    |
| ۱۸ دسامبر ۷۱۶  | ۲۰:۳۰:۵۵           | ۸۲         | حلقه‌ای | ۰٫۹۱۱۲ | ۱۰ دقیقه ۳۵ ثانیه | ۳۹°۰۰′شمالی ۱۰۶°۰۶′غربی / ۳۹٫۰°شمالی ۱۰۶٫۱°غربی | ۷۴۰ کیلومتر (۴۶۰ مایل) |                 | [ ۱ ]    |
| ۱۳ ژوئیه ۷۱۷   | ۲۲:۵۲:۲۸           | ۸۷         | کامل   | ۱٫۰۷۷۹ | ۰۷ دقیقه ۱۵ ثانیه | ۶°۳۰′جنوبی ۱۴۴°۳۶′غربی / ۶٫۵°جنوبی ۱۴۴٫۶°غربی   | ۲۹۱ کیلومتر (۱۸۱ مایل) |                 | [ ۱ ]    |
| ۷ دسامبر ۷۱۷   | ۱۹:۳۹:۵۴           | ۹۲         | حلقه‌ای | ۰٫۹۲۸۲ | ۰۹ دقیقه ۴۳ ثانیه | ۱۱°۳۶′جنوبی ۹۸°۳۶′غربی / ۱۱٫۶°جنوبی ۹۸٫۶°غربی   | ۲۷۵ کیلومتر (۱۷۱ مایل) |                 | [ ۱ ]    |
| ۳ ژوئیه ۷۱۸    | ۱۴:۵۷:۵۴           | ۹۷         | کامل   | ۱٫۰۴۵۸ | ۰۳ دقیقه ۵۶ ثانیه | ۳۶°۵۴′شمالی ۳۴°۰۶′غربی / ۳۶٫۹°شمالی ۳۴٫۱°غربی   | ۱۵۷ کیلومتر (۹۸ مایل)  |                 | [ ۱ ]    |
| ۲۶ نوامبر ۷۱۸  | ۲۳:۵۵:۰۸           | ۱۰۲        | حلقه‌ای | ۰٫۹۷۴۲ | ۰۲ دقیقه ۱۵ ثانیه | ۵۰°۰۶′جنوبی ۱۷۷°۰۶′غربی / ۵۰٫۱°جنوبی ۱۷۷٫۱°غربی | ۱۰۶ کیلومتر (۶۶ مایل)  |                 | [ ۱ ]    |
| ۲۴ مه ۷۱۹      | ۰۱:۳۹:۱۲           | ۱۰۷        | جزئی   | ۰٫۸۷۱۴ | —                 | ۶۳°۳۶′شمالی ۲۷°۳۰′شرقی / ۶۳٫۶°شمالی ۲۷٫۵°شرقی   | —                      |                 | [ ۱ ]    |
| ۱۸ اکتبر ۷۱۹   | ۰۰:۵۰:۲۵           | ۷۴         | جزئی   | ۰٫۰۰۷۱ | —                 | ۶۱°۳۰′شمالی ۱۱۱°۳۰′غربی / ۶۱٫۵°شمالی ۱۱۱٫۵°غربی | —                      |                 | [ ۱ ]    |
| ۱۶ نوامبر ۷۱۹  | ۱۱:۲۵:۰۲           | ۱۱۲        | جزئی   | ۰٫۷۴۰۲ | —                 | ۶۳°۰۰′جنوبی ۱۱۳°۴۸′غربی / ۶۳٫۰°جنوبی ۱۱۳٫۸°غربی | —                      |                 | [ ۱ ]    |
| ۱۲ آوریل ۷۲۰   | ۱۳:۴۲:۱۰           | ۷۹         | حلقه‌ای | ۰٫۹۵۳۱ | —                 | ۶۱°۱۲′جنوبی ۶۰°۳۰′شرقی / ۶۱٫۲°جنوبی ۶۰٫۵°شرقی   | —                      |                 | [ ۱ ]    |
| ۶ اکتبر ۷۲۰    | ۱۶:۵۱:۳۹           | ۸۴         | کامل   | ۱٫۰۳۵۵ | ۰۲ دقیقه ۳۲ ثانیه | ۴۵°۳۰′شمالی ۲۴°۴۸′غربی / ۴۵٫۵°شمالی ۲۴٫۸°غربی   | ۲۴۱ کیلومتر (۱۵۰ مایل) |                 | [ ۱ ]    |
| ۱ آوریل ۷۲۱    | ۱۵:۲۳:۰۲           | ۸۹         | حلقه‌ای | ۰٫۹۶۶۶ | ۰۳ دقیقه ۳۴ ثانیه | ۶°۱۸′جنوبی ۲۸°۳۰′غربی / ۶٫۳°جنوبی ۲۸٫۵°غربی     | ۱۲۴ کیلومتر (۷۷ مایل)  |                 | [ ۱ ]    |
| ۲۶ سپتامبر ۷۲۱ | ۰۵:۵۳:۱۸           | ۹۴         | حلقه‌ای | ۰٫۹۹۸۸ | ۰۰ دقیقه ۰۷ ثانیه | ۶°۴۸′شمالی ۱۰۹°۳۰′شرقی / ۶٫۸°شمالی ۱۰۹٫۵°شرقی   | ۴ کیلومتر (۲٫۵ مایل)   |                 | [ ۱ ]    |
| ۲۱ مارس ۷۲۲    | ۲۳:۳۶:۳۹           | ۹۹         | کامل   | ۱٫۰۱۶۲ | ۰۱ دقیقه ۲۳ ثانیه | ۲۸°۳۰′شمالی ۱۷۴°۱۲′غربی / ۲۸٫۵°شمالی ۱۷۴٫۲°غربی | ۶۴ کیلومتر (۴۰ مایل)   |                 | [ ۱ ]    |
| ۱۵ سپتامبر ۷۲۲ | ۱۲:۱۳:۴۵           | ۱۰۴        | حلقه‌ای | ۰٫۹۴۷۷ | ۰۵ دقیقه ۱۹ ثانیه | ۲۸°۰۰′جنوبی ۸°۱۲′غربی / ۲۸٫۰°جنوبی ۸٫۲°غربی     | ۲۲۸ کیلومتر (۱۴۲ مایل) |                 | [ ۱ ]    |
| ۱۰ فوریه ۷۲۳   | ۰۴:۵۹:۵۲           | ۷۱         | جزئی   | ۰٫۲۴۵۷ | —                 | ۶۱°۴۸′جنوبی ۱۱۹°۳۶′غربی / ۶۱٫۸°جنوبی ۱۱۹٫۶°غربی | —                      |                 | [ ۱ ]    |
| ۱۱ مارس ۷۲۳    | ۱۴:۰۰:۲۰           | ۱۰۹        | جزئی   | ۰٫۶۳۵۸ | —                 | ۶۰°۵۴′شمالی ۹۸°۰۶′غربی / ۶۰٫۹°شمالی ۹۸٫۱°غربی   | —                      |                 | [ ۱ ]    |
| ۴ سپتامبر ۷۲۳  | ۱۲:۴۲:۲۹           | ۱۱۴        | جزئی   | ۰٫۴۵۱۲ | —                 | ۶۰°۵۴′جنوبی ۷۴°۵۴′غربی / ۶۰٫۹°جنوبی ۷۴٫۹°غربی   | —                      |                 | [ ۱ ]    |
| ۳۰ ژانویه ۷۲۴  | ۲۰:۲۴:۳۴           | ۸۱         | کامل   | ۱٫۰۲۰۷ | ۰۱ دقیقه ۲۳ ثانیه | ۵۹°۱۲′جنوبی ۷۲°۴۸′غربی / ۵۹٫۲°جنوبی ۷۲٫۸°غربی   | ۱۰۷ کیلومتر (۶۶ مایل)  |                 | [ ۱ ]    |
| ۲۵ ژوئیه ۷۲۴   | ۰۱:۱۶:۵۰           | ۸۶         | حلقه‌ای | ۰٫۹۹۰۶ | ۰۰ دقیقه ۳۹ ثانیه | ۶۶°۰۶′شمالی ۱۴۱°۳۶′غربی / ۶۶٫۱°شمالی ۱۴۱٫۶°غربی | ۵۶ کیلومتر (۳۵ مایل)   |                 | [ ۱ ]    |
| ۱۹ ژانویه ۷۲۵  | ۰۶:۵۶:۱۱           | ۹۱         | حلقه‌ای | ۰٫۹۶۹۶ | ۰۳ دقیقه ۱۴ ثانیه | ۲۳°۰۶′جنوبی ۹۵°۴۸′شرقی / ۲۳٫۱°جنوبی ۹۵٫۸°شرقی   | ۱۰۹ کیلومتر (۶۸ مایل)  |                 | [ ۱ ]    |
| ۱۴ ژوئیه ۷۲۵   | ۱۳:۱۶:۴۳           | ۹۶         | کامل   | ۱٫۰۵۴۰ | ۰۴ دقیقه ۵۳ ثانیه | ۲۲°۱۸′شمالی ۳°۱۲′غربی / ۲۲٫۳°شمالی ۳٫۲°غربی     | ۱۷۹ کیلومتر (۱۱۱ مایل) |                 | [ ۱ ]    |
| ۸ ژانویه ۷۲۶   | ۱۰:۰۲:۲۷           | ۱۰۱        | حلقه‌ای | ۰٫۹۲۱۹ | ۱۰ دقیقه ۱۶ ثانیه | ۱۸°۰۰′شمالی ۳۶°۴۸′شرقی / ۱۸٫۰°شمالی ۳۶٫۸°شرقی   | ۳۸۷ کیلومتر (۲۴۰ مایل) |                 | [ ۱ ]    |
| ۴ ژوئیه ۷۲۶    | ۰۵:۵۳:۵۹           | ۱۰۶        | کامل   | ۱٫۰۷۴۵ | ۰۶ دقیقه ۳۱ ثانیه | ۲۲°۳۶′جنوبی ۹۷°۴۲′شرقی / ۲۲٫۶°جنوبی ۹۷٫۷°شرقی   | ۳۴۷ کیلومتر (۲۱۶ مایل) |                 | [ ۱ ]    |
| ۲۸ دسامبر ۷۲۶  | ۰۹:۰۴:۲۲           | ۱۱۱        | جزئی   | ۰٫۴۰۴۶ | —                 | ۶۴°۴۸′شمالی ۳۵°۵۴′شرقی / ۶۴٫۸°شمالی ۳۵٫۹°شرقی   | —                      |                 | [ ۱ ]    |
| ۲۵ مه ۷۲۷      | ۱۴:۱۵:۵۷           | ۷۸         | جزئی   | ۰٫۸۲۹۵ | —                 | ۶۸°۰۶′شمالی ۱۷۱°۱۲′شرقی / ۶۸٫۱°شمالی ۱۷۱٫۲°شرقی | —                      |                 | [ ۱ ]    |
| ۲۳ ژوئیه ۷۲۷   | ۲۲:۳۴:۳۵           | ۱۱۶        | جزئی   | ۰٫۱۰۸۲ | —                 | ۶۵°۲۴′جنوبی ۱۶۱°۳۰′غربی / ۶۵٫۴°جنوبی ۱۶۱٫۵°غربی | —                      |                 | [ ۱ ]    |
| ۱۷ نوامبر ۷۲۷  | ۲۱:۱۲:۰۰           | ۸۳         | حلقه‌ای | ۰٫۹۸۲۷ | ۰۱ دقیقه ۰۳ ثانیه | ۸۳°۱۸′جنوبی ۱۴۶°۴۸′شرقی / ۸۳٫۳°جنوبی ۱۴۶٫۸°شرقی | ۱۷۷ کیلومتر (۱۱۰ مایل) |                 | [ ۱ ]    |
| ۱۳ مه ۷۲۸      | ۲۲:۵۴:۰۸           | ۸۸         | حلقه‌ای | ۰٫۹۷۳۷ | ۰۲ دقیقه ۴۳ ثانیه | ۳۹°۵۴′شمالی ۱۵۳°۵۴′غربی / ۳۹٫۹°شمالی ۱۵۳٫۹°غربی | ۱۰۱ کیلومتر (۶۳ مایل)  |                 | [ ۱ ]    |
| ۶ نوامبر ۷۲۸   | ۱۰:۱۸:۵۶           | ۹۳         | کامل   | ۱٫۰۴۰۹ | ۰۳ دقیقه ۳۶ ثانیه | ۲۹°۴۸′جنوبی ۳۳°۴۸′شرقی / ۲۹٫۸°جنوبی ۳۳٫۸°شرقی   | ۱۴۰ کیلومتر (۸۷ مایل)  |                 | [ ۱ ]    |
| ۳ مه ۷۲۹       | ۰۰:۴۹:۴۷           | ۹۸         | حلقه‌ای | ۰٫۹۴۴۸ | ۰۷ دقیقه ۳۱ ثانیه | ۷°۴۲′جنوبی ۱۷۴°۱۸′غربی / ۷٫۷°جنوبی ۱۷۴٫۳°غربی   | ۲۲۳ کیلومتر (۱۳۹ مایل) |                 | [ ۱ ]    |
| ۲۷ اکتبر ۷۲۹   | ۰۲:۱۰:۲۱           | ۱۰۳        | کامل   | ۱٫۰۴۴۸ | ۰۴ دقیقه ۱۱ ثانیه | ۱۲°۳۶′شمالی ۱۶۴°۴۲′شرقی / ۱۲٫۶°شمالی ۱۶۴٫۷°شرقی | ۱۶۷ کیلومتر (۱۰۴ مایل) |                 | [ ۱ ]    |
| ۲۲ آوریل ۷۳۰   | ۰۱:۵۰:۳۵           | ۱۰۸        | جزئی   | ۰٫۷۰۴۴ | —                 | ۷۰°۴۸′جنوبی ۱۴۵°۴۸′غربی / ۷۰٫۸°جنوبی ۱۴۵٫۸°غربی | —                      |                 | [ ۱ ]    |
| ۱۶ اکتبر ۷۳۰   | ۱۶:۰۴:۵۰           | ۱۱۳        | جزئی   | ۰٫۶۵۹۰ | —                 | ۷۱°۱۲′شمالی ۷°۴۸′شرقی / ۷۱٫۲°شمالی ۷٫۸°شرقی     | —                      |                 | [ ۱ ]    |
| ۱۲ مارس ۷۳۱    | ۲۲:۲۲:۱۹           | ۸۰         | کامل   | ۱٫۰۲۲۹ | ۰۱ دقیقه ۴۳ ثانیه | ۵۲°۴۲′شمالی ۱۶۴°۱۲′غربی / ۵۲٫۷°شمالی ۱۶۴٫۲°غربی | ۱۴۸ کیلومتر (۹۲ مایل)  |                 | [ ۱ ]    |
| ۶ سپتامبر ۷۳۱  | ۰۷:۵۴:۵۸           | ۸۵         | حلقه‌ای | ۰٫۹۳۳۸ | ۰۵ دقیقه ۵۱ ثانیه | ۵۸°۳۰′جنوبی ۴۳°۱۸′شرقی / ۵۸٫۵°جنوبی ۴۳٫۳°شرقی   | ۶۷۳ کیلومتر (۴۱۸ مایل) |                 | [ ۱ ]    |
| ۱ مارس ۷۳۲     | ۱۳:۴۳:۵۰           | ۹۰         | کامل   | ۱٫۰۶۱۱ | ۰۵ دقیقه ۳۲ ثانیه | ۰°۴۲′شمالی ۱۰°۱۲′غربی / ۰٫۷°شمالی ۱۰٫۲°غربی     | ۲۰۲ کیلومتر (۱۲۶ مایل) |                 | [ ۱ ]    |
| ۲۵ اوت ۷۳۲     | ۰۷:۵۴:۴۱           | ۹۵         | حلقه‌ای | ۰٫۹۴۰۱ | ۰۷ دقیقه ۵۵ ثانیه | ۱°۴۸′جنوبی ۷۲°۴۲′شرقی / ۱٫۸°جنوبی ۷۲٫۷°شرقی     | ۲۲۶ کیلومتر (۱۴۰ مایل) |                 | [ ۱ ]    |
| ۱۹ فوریه ۷۳۳   | ۰۵:۵۰:۳۳           | ۱۰۰        | کامل   | ۱٫۰۳۸۹ | ۰۳ دقیقه ۰۳ ثانیه | ۴۴°۰۰′جنوبی ۱۲۳°۳۰′شرقی / ۴۴٫۰°جنوبی ۱۲۳٫۵°شرقی | ۱۶۰ کیلومتر (۹۹ مایل)  |                 | [ ۱ ]    |
| ۱۴ اوت ۷۳۳     | ۱۰:۵۴:۴۲           | ۱۰۵        | حلقه‌ای | ۰٫۹۷۸۰ | ۰۲ دقیقه ۰۳ ثانیه | ۴۵°۱۲′شمالی ۴۲°۰۰′شرقی / ۴۵٫۲°شمالی ۴۲٫۰°شرقی   | ۹۳ کیلومتر (۵۸ مایل)   |                 | [ ۱ ]    |
| ۱۰ ژانویه ۷۳۴  | ۰۳:۱۷:۰۲           | ۷۲         | جزئی   | ۰٫۰۴۶۹ | —                 | ۶۸°۰۶′شمالی ۱۳۶°۳۰′شرقی / ۶۸٫۱°شمالی ۱۳۶٫۵°شرقی | —                      |                 | [ ۱ ]    |
| ۸ فوریه ۷۳۴    | ۱۸:۰۳:۱۳           | ۱۱۰        | جزئی   | ۰٫۳۷۸۱ | —                 | ۷۰°۳۰′جنوبی ۶۱°۴۲′شرقی / ۷۰٫۵°جنوبی ۶۱٫۷°شرقی   | —                      |                 | [ ۱ ]    |
| ۵ ژوئیه ۷۳۴    | ۱۳:۱۰:۱۹           | ۷۷         | جزئی   | ۰٫۴۰۹۸ | —                 | ۶۷°۱۸′جنوبی ۵°۵۴′غربی / ۶۷٫۳°جنوبی ۵٫۹°غربی     | —                      |                 | [ ۱ ]    |
| ۳ اوت ۷۳۴      | ۲۱:۱۴:۲۷           | ۱۱۵        | جزئی   | ۰٫۵۴۳۷ | —                 | ۶۹°۵۴′شمالی ۲۲°۱۲′شرقی / ۶۹٫۹°شمالی ۲۲٫۲°شرقی   | —                      |                 | [ ۱ ]    |
| ۳۰ دسامبر ۷۳۴  | ۰۴:۳۲:۱۳           | ۸۲         | حلقه‌ای | ۰٫۹۱۱۲ | ۱۰ دقیقه ۲۸ ثانیه | ۴۰°۵۴′شمالی ۱۲۸°۴۸′شرقی / ۴۰٫۹°شمالی ۱۲۸٫۸°شرقی | ۷۶۸ کیلومتر (۴۷۷ مایل) |                 | [ ۱ ]    |
| ۲۵ ژوئیه ۷۳۵   | ۰۶:۱۹:۰۹           | ۸۷         | کامل   | ۱٫۰۷۵۶ | ۰۷ دقیقه ۰۲ ثانیه | ۱۱°۵۴′جنوبی ۱۰۱°۳۶′شرقی / ۱۱٫۹°جنوبی ۱۰۱٫۶°شرقی | ۳۰۰ کیلومتر (۱۹۰ مایل) |                 | [ ۱ ]    |
| ۱۹ دسامبر ۷۳۵  | ۰۳:۴۸:۲۷           | ۹۲         | حلقه‌ای | ۰٫۹۳۰۱ | ۰۹ دقیقه ۳۵ ثانیه | ۱۱°۳۶′جنوبی ۱۳۹°۰۰′شرقی / ۱۱٫۶°جنوبی ۱۳۹٫۰°شرقی | ۲۶۸ کیلومتر (۱۶۷ مایل) |                 | [ ۱ ]    |
| ۱۳ ژوئیه ۷۳۶   | ۲۲:۱۱:۰۱           | ۹۷         | کامل   | ۱٫۰۴۲۸ | ۰۳ دقیقه ۵۲ ثانیه | ۳۳°۳۰′شمالی ۱۴۰°۲۴′غربی / ۳۳٫۵°شمالی ۱۴۰٫۴°غربی | ۱۴۵ کیلومتر (۹۰ مایل)  |                 | [ ۱ ]    |
| ۷ دسامبر ۷۳۶   | ۰۸:۲۶:۲۴           | ۱۰۲        | حلقه‌ای | ۰٫۹۷۶۷ | ۰۲ دقیقه ۰۱ ثانیه | ۵۱°۵۴′جنوبی ۵۸°۴۸′شرقی / ۵۱٫۹°جنوبی ۵۸٫۸°شرقی   | ۹۵ کیلومتر (۵۹ مایل)   |                 | [ ۱ ]    |
| ۳ ژوئیه ۷۳۷    | ۰۸:۲۵:۵۰           | ۱۰۷        | حلقه‌ای | ۰٫۹۷۳۷ | ۰۱ دقیقه ۳۰ ثانیه | ۷۲°۱۸′شمالی ۷۱°۱۲′غربی / ۷۲٫۳°شمالی ۷۱٫۲°غربی   | ۵۹۵ کیلومتر (۳۷۰ مایل) |                 | [ ۱ ]    |
| ۲۶ نوامبر ۷۳۷  | ۲۰:۱۲:۰۲           | ۱۱۲        | جزئی   | ۰٫۷۵۱۶ | —                 | ۶۳°۵۴′جنوبی ۱۰۴°۲۴′شرقی / ۶۳٫۹°جنوبی ۱۰۴٫۴°شرقی | —                      |                 | [ ۱ ]    |
| ۲۳ آوریل ۷۳۸   | ۲۰:۲۱:۳۴           | ۷۹         | جزئی   | ۰٫۸۳۰۱ | —                 | ۶۱°۴۲′جنوبی ۴۸°۴۸′غربی / ۶۱٫۷°جنوبی ۴۸٫۸°غربی   | —                      |                 | [ ۱ ]    |
| ۱۸ اکتبر ۷۳۸   | ۰۱:۱۹:۴۹           | ۸۴         | کامل   | ۱٫۰۳۰۲ | ۰۲ دقیقه ۱۳ ثانیه | ۴۵°۰۰′شمالی ۱۵۴°۲۴′غربی / ۴۵٫۰°شمالی ۱۵۴٫۴°غربی | ۲۲۶ کیلومتر (۱۴۰ مایل) |                 | [ ۱ ]    |
| ۱۲ آوریل ۷۳۹   | ۲۲:۲۶:۳۶           | ۸۹         | حلقه‌ای | ۰٫۹۷۱۷ | ۰۳ دقیقه ۰۳ ثانیه | ۵°۵۴′جنوبی ۱۳۴°۳۰′غربی / ۵٫۹°جنوبی ۱۳۴٫۵°غربی   | ۱۰۶ کیلومتر (۶۶ مایل)  |                 | [ ۱ ]    |
| ۷ اکتبر ۷۳۹    | ۱۳:۵۵:۴۳           | ۹۴         | حلقه‌ای | ۰٫۹۹۲۶ | ۰۰ دقیقه ۴۳ ثانیه | ۴°۰۶′شمالی ۱۱°۵۴′غربی / ۴٫۱°شمالی ۱۱٫۹°غربی     | ۲۶ کیلومتر (۱۶ مایل)   |                 | [ ۱ ]    |
| ۱ آوریل ۷۴۰    | ۰۷:۱۵:۳۱           | ۹۹         | کامل   | ۱٫۰۲۲۹ | ۰۱ دقیقه ۵۵ ثانیه | ۲۹°۴۸′شمالی ۷۱°۲۴′شرقی / ۲۹٫۸°شمالی ۷۱٫۴°شرقی   | ۸۷ کیلومتر (۵۴ مایل)   |                 | [ ۱ ]    |
| ۲۵ سپتامبر ۷۴۰ | ۱۹:۴۲:۲۴           | ۱۰۴        | حلقه‌ای | ۰٫۹۴۳۱ | ۰۵ دقیقه ۴۵ ثانیه | ۲۹°۵۴′جنوبی ۱۲۰°۵۴′غربی / ۲۹٫۹°جنوبی ۱۲۰٫۹°غربی | ۲۴۳ کیلومتر (۱۵۱ مایل) |                 | [ ۱ ]    |
| ۲۰ فوریه ۷۴۱   | ۱۳:۲۵:۲۵           | ۷۱         | جزئی   | ۰٫۱۹۶۶ | —                 | ۶۱°۲۴′جنوبی ۱۰۴°۳۰′شرقی / ۶۱٫۴°جنوبی ۱۰۴٫۵°شرقی | —                      |                 | [ ۱ ]    |
| ۲۱ مارس ۷۴۱    | ۲۲:۰۲:۳۷           | ۱۰۹        | جزئی   | ۰٫۷۲۰۳ | —                 | ۶۰°۵۴′شمالی ۱۳۲°۰۰′شرقی / ۶۰٫۹°شمالی ۱۳۲٫۰°شرقی | —                      |                 | [ ۱ ]    |
| ۱۴ سپتامبر ۷۴۱ | ۱۹:۵۲:۱۷           | ۱۱۴        | جزئی   | ۰٫۵۳۳۵ | —                 | ۶۰°۴۸′جنوبی ۱۶۸°۱۸′شرقی / ۶۰٫۸°جنوبی ۱۶۸٫۳°شرقی | —                      |                 | [ ۱ ]    |
| ۱۰ فوریه ۷۴۲   | ۰۴:۴۸:۵۷           | ۸۱         | کامل   | ۱٫۰۲۰۳ | ۰۱ دقیقه ۲۲ ثانیه | ۵۶°۱۲′جنوبی ۱۶۲°۴۸′شرقی / ۵۶٫۲°جنوبی ۱۶۲٫۸°شرقی | ۱۰۹ کیلومتر (۶۸ مایل)  |                 | [ ۱ ]    |
| ۵ اوت ۷۴۲      | ۰۸:۲۷:۱۲           | ۸۶         | حلقه‌ای | ۰٫۹۹۰۱ | ۰۰ دقیقه ۴۰ ثانیه | ۶۵°۳۶′شمالی ۱۲۲°۵۴′شرقی / ۶۵٫۶°شمالی ۱۲۲٫۹°شرقی | ۷۱ کیلومتر (۴۴ مایل)   |                 | [ ۱ ]    |
| ۳۰ ژانویه ۷۴۳  | ۱۵:۰۵:۵۵           | ۹۱         | حلقه‌ای | ۰٫۹۶۹۰ | ۰۳ دقیقه ۱۵ ثانیه | ۲۱°۰۰′جنوبی ۲۶°۱۸′غربی / ۲۱٫۰°جنوبی ۲۶٫۳°غربی   | ۱۱۲ کیلومتر (۷۰ مایل)  |                 | [ ۱ ]    |
| ۲۵ ژوئیه ۷۴۳   | ۲۰:۴۶:۰۰           | ۹۶         | کامل   | ۱٫۰۵۴۷ | ۰۴ دقیقه ۴۶ ثانیه | ۲۳°۴۲′شمالی ۱۱۴°۳۰′غربی / ۲۳٫۷°شمالی ۱۱۴٫۵°غربی | ۱۸۱ کیلومتر (۱۱۲ مایل) |                 | [ ۱ ]    |
| ۱۹ ژانویه ۷۴۴  | ۱۷:۵۶:۳۷           | ۱۰۱        | حلقه‌ای | ۰٫۹۲۲۷ | ۰۹ دقیقه ۵۲ ثانیه | ۱۸°۲۴′شمالی ۸۴°۰۶′غربی / ۱۸٫۴°شمالی ۸۴٫۱°غربی   | ۳۷۵ کیلومتر (۲۳۳ مایل) |                 | [ ۱ ]    |
| ۱۴ ژوئیه ۷۴۴   | ۱۳:۲۶:۴۱           | ۱۰۶        | کامل   | ۱٫۰۷۴۱ | ۰۶ دقیقه ۳۰ ثانیه | ۱۸°۰۰′جنوبی ۱۷°۳۰′غربی / ۱۸٫۰°جنوبی ۱۷٫۵°غربی   | ۳۱۴ کیلومتر (۱۹۵ مایل) |                 | [ ۱ ]    |
| ۷ ژانویه ۷۴۵   | ۱۷:۰۴:۲۹           | ۱۱۱        | جزئی   | ۰٫۴۲۲۶ | —                 | ۶۳°۴۸′شمالی ۹۴°۲۴′غربی / ۶۳٫۸°شمالی ۹۴٫۴°غربی   | —                      |                 | [ ۱ ]    |
| ۴ ژوئیه ۷۴۵    | ۲۱:۲۲:۴۲           | ۷۸         | جزئی   | ۰٫۶۸۰۹ | —                 | ۶۷°۰۶′شمالی ۵۲°۵۴′شرقی / ۶۷٫۱°شمالی ۵۲٫۹°شرقی   | —                      |                 | [ ۱ ]    |
| ۴ ژوئیه ۷۴۵    | ۰۵:۵۳:۱۸           | ۱۱۶        | جزئی   | ۰٫۲۳۸۱ | —                 | ۶۴°۳۰′جنوبی ۷۸°۱۲′شرقی / ۶۴٫۵°جنوبی ۷۸٫۲°شرقی   | —                      |                 | [ ۱ ]    |
| ۲۸ نوامبر ۷۴۵  | ۰۵:۴۷:۴۲           | ۸۳         | حلقه‌ای | ۰٫۹۸۴۷ | ۰۰ دقیقه ۵۴ ثانیه | ۸۶°۴۲′جنوبی ۱۹°۱۲′غربی / ۸۶٫۷°جنوبی ۱۹٫۲°غربی   | ۱۵۷ کیلومتر (۹۸ مایل)  |                 | [ ۱ ]    |
| ۲۵ مه ۷۴۶      | ۰۵:۳۴:۱۴           | ۸۸         | حلقه‌ای | ۰٫۹۷۱۳ | ۰۲ دقیقه ۴۸ ثانیه | ۴۷°۳۰′شمالی ۱۰۶°۳۰′شرقی / ۴۷٫۵°شمالی ۱۰۶٫۵°شرقی | ۱۱۴ کیلومتر (۷۱ مایل)  |                 | [ ۱ ]    |
| ۱۷ نوامبر ۷۴۶  | ۱۹:۰۶:۱۷           | ۹۳         | کامل   | ۱٫۰۴۰۹ | ۰۳ دقیقه ۳۳ ثانیه | ۳۳°۰۶′جنوبی ۹۷°۱۸′غربی / ۳۳٫۱°جنوبی ۹۷٫۳°غربی   | ۱۴۰ کیلومتر (۸۷ مایل)  |                 | [ ۱ ]    |
| ۱۴ مه ۷۴۷      | ۰۷:۱۶:۴۱           | ۹۸         | حلقه‌ای | ۰٫۹۴۶۶ | ۰۷ دقیقه ۲۷ ثانیه | ۰°۰۶′شمالی ۸۶°۰۶′شرقی / ۰٫۱°شمالی ۸۶٫۱°شرقی     | ۲۰۸ کیلومتر (۱۲۹ مایل) |                 | [ ۱ ]    |
| ۷ نوامبر ۷۴۷   | ۱۰:۵۳:۰۶           | ۱۰۳        | کامل   | ۱٫۰۴۱۶ | ۰۴ دقیقه ۰۰ ثانیه | ۸°۵۴′شمالی ۳۲°۰۰′شرقی / ۸٫۹°شمالی ۳۲٫۰°شرقی     | ۱۵۵ کیلومتر (۹۶ مایل)  |                 | [ ۱ ]    |
| ۲ مه ۷۴۸       | ۰۸:۳۶:۳۳           | ۱۰۸        | جزئی   | ۰٫۸۳۷۸ | —                 | ۷۰°۰۰′جنوبی ۹۹°۱۸′شرقی / ۷۰٫۰°جنوبی ۹۹٫۳°شرقی   | —                      |                 | [ ۱ ]    |
| ۲۷ اکتبر ۷۴۸   | ۰۰:۲۶:۱۶           | ۱۱۳        | جزئی   | ۰٫۶۷۸۹ | —                 | ۷۰°۳۰′شمالی ۱۳۱°۳۰′غربی / ۷۰٫۵°شمالی ۱۳۱٫۵°غربی | —                      |                 | [ ۱ ]    |
| ۲۳ مارس ۷۴۹    | ۰۶:۱۳:۵۳           | ۸۰         | کامل   | ۱٫۰۲۷۵ | ۰۱ دقیقه ۵۳ ثانیه | ۶۰°۳۶′شمالی ۶۸°۰۰′شرقی / ۶۰٫۶°شمالی ۶۸٫۰°شرقی   | ۲۰۸ کیلومتر (۱۲۹ مایل) |                 | [ ۱ ]    |
| ۱۶ سپتامبر ۷۴۹ | ۱۵:۱۰:۱۳           | ۸۵         | حلقه‌ای | ۰٫۹۲۶۹ | ۰۵ دقیقه ۴۲ ثانیه | ۶۸°۱۸′جنوبی ۸۹°۱۲′غربی / ۶۸٫۳°جنوبی ۸۹٫۲°غربی   | —                      |                 | [ ۱ ]    |
| ۱۲ مارس ۷۵۰    | ۲۱:۵۴:۲۲           | ۹۰         | کامل   | ۱٫۰۶۴۷ | ۰۵ دقیقه ۴۶ ثانیه | ۷°۰۰′شمالی ۱۳۵°۰۶′غربی / ۷٫۰°شمالی ۱۳۵٫۱°غربی   | ۲۱۴ کیلومتر (۱۳۳ مایل) |                 | [ ۱ ]    |
| ۵ سپتامبر ۷۵۰  | ۱۴:۵۷:۵۹           | ۹۵         | حلقه‌ای | ۰٫۹۳۸۱ | ۰۸ دقیقه ۰۰ ثانیه | ۸°۵۴′جنوبی ۳۵°۴۸′غربی / ۸٫۹°جنوبی ۳۵٫۸°غربی     | ۲۳۸ کیلومتر (۱۴۸ مایل) |                 | [ ۱ ]    |
| ۲ مارس ۷۵۱     | ۱۴:۰۴:۳۴           | ۱۰۰        | کامل   | ۱٫۰۴۰۱ | ۰۳ دقیقه ۱۶ ثانیه | ۳۷°۴۸′جنوبی ۲°۰۶′غربی / ۳۷٫۸°جنوبی ۲٫۱°غربی     | ۱۶۰ کیلومتر (۹۹ مایل)  |                 | [ ۱ ]    |
| ۲۵ اوت ۷۵۱     | ۱۸:۱۲:۵۰           | ۱۰۵        | حلقه‌ای | ۰٫۹۷۸۹ | ۰۲ دقیقه ۰۴ ثانیه | ۳۷°۲۴′شمالی ۶۹°۴۸′غربی / ۳۷٫۴°شمالی ۶۹٫۸°غربی   | ۸۵ کیلومتر (۵۳ مایل)   |                 | [ ۱ ]    |
| ۲۱ ژانویه ۷۵۲  | ۱۱:۲۵:۲۶           | ۷۲         | جزئی   | ۰٫۰۲۰۰ | —                 | ۶۹°۰۶′شمالی ۲°۰۶′شرقی / ۶۹٫۱°شمالی ۲٫۱°شرقی     | —                      |                 | [ ۱ ]    |
| ۲۰ فوریه ۷۵۲   | ۰۲:۰۵:۲۴           | ۱۱۰        | جزئی   | ۰٫۴۱۵۹ | —                 | ۷۱°۱۲′جنوبی ۷۲°۴۲′غربی / ۷۱٫۲°جنوبی ۷۲٫۷°غربی   | —                      |                 | [ ۱ ]    |
| ۱۵ ژوئیه ۷۵۲   | ۲۰:۳۹:۳۹           | ۷۷         | جزئی   | ۰٫۲۸۵۹ | —                 | ۶۸°۱۸′جنوبی ۱۳۰°۰۶′غربی / ۶۸٫۳°جنوبی ۱۳۰٫۱°غربی | —                      |                 | [ ۱ ]    |
| ۱۴ اوت ۷۵۲     | ۰۴:۵۰:۳۷           | ۱۱۵        | جزئی   | ۰٫۶۵۷۶ | —                 | ۷۰°۴۲′شمالی ۱۰۵°۱۲′غربی / ۷۰٫۷°شمالی ۱۰۵٫۲°غربی | —                      |                 | [ ۱ ]    |
| ۹ ژانویه ۷۵۳   | ۱۲:۲۹:۱۲           | ۸۲         | حلقه‌ای | ۰٫۹۱۱۶ | ۱۰ دقیقه ۰۷ ثانیه | ۴۳°۳۶′شمالی ۴°۲۴′شرقی / ۴۳٫۶°شمالی ۴٫۴°شرقی     | ۸۰۵ کیلومتر (۵۰۰ مایل) |                 | [ ۱ ]    |
| ۵ ژوئیه ۷۵۳    | ۱۳:۴۷:۴۰           | ۸۷         | کامل   | ۱٫۰۷۲۵ | ۰۶ دقیقه ۳۸ ثانیه | ۱۸°۰۶′جنوبی ۱۳°۲۴′غربی / ۱۸٫۱°جنوبی ۱۳٫۴°غربی   | ۳۱۰ کیلومتر (۱۹۰ مایل) |                 | [ ۱ ]    |
| ۲۹ دسامبر ۷۵۳  | ۱۱:۵۵:۴۳           | ۹۲         | حلقه‌ای | ۰٫۹۳۲۶ | ۰۹ دقیقه ۱۶ ثانیه | ۱۰°۳۶′جنوبی ۱۶°۴۸′شرقی / ۱۰٫۶°جنوبی ۱۶٫۸°شرقی   | ۲۵۸ کیلومتر (۱۶۰ مایل) |                 | [ ۱ ]    |
| ۲۵ ژوئیه ۷۵۴   | ۰۵:۲۳:۱۵           | ۹۷         | کامل   | ۱٫۰۳۹۱ | ۰۳ دقیقه ۴۳ ثانیه | ۲۹°۰۶′شمالی ۱۱۲°۴۲′شرقی / ۲۹٫۱°شمالی ۱۱۲٫۷°شرقی | ۱۳۲ کیلومتر (۸۲ مایل)  |                 | [ ۱ ]    |
| ۱۸ دسامبر ۷۵۴  | ۱۶:۵۷:۴۱           | ۱۰۲        | حلقه‌ای | ۰٫۹۷۹۹ | ۰۱ دقیقه ۴۵ ثانیه | ۵۲°۳۰′جنوبی ۶۴°۳۰′غربی / ۵۲٫۵°جنوبی ۶۴٫۵°غربی   | ۸۲ کیلومتر (۵۱ مایل)   |                 | [ ۱ ]    |
| ۱۴ ژوئیه ۷۵۵   | ۱۵:۰۹:۵۰           | ۱۰۷        | حلقه‌ای | ۰٫۹۷۴۶ | ۰۱ دقیقه ۳۸ ثانیه | ۸۳°۰۶′شمالی ۱۱۲°۴۲′غربی / ۸۳٫۱°شمالی ۱۱۲٫۷°غربی | ۲۱۷ کیلومتر (۱۳۵ مایل) |                 | [ ۱ ]    |
| ۸ دسامبر ۷۵۵   | ۰۵:۰۰:۵۵           | ۱۱۲        | جزئی   | ۰٫۷۶۰۴ | —                 | ۶۴°۴۸′جنوبی ۳۸°۱۲′غربی / ۶۴٫۸°جنوبی ۳۸٫۲°غربی   | —                      |                 | [ ۱ ]    |
| ۴ مه ۷۵۶       | ۰۲:۵۴:۵۹           | ۷۹         | جزئی   | ۰٫۶۹۸۲ | —                 | ۶۲°۱۸′جنوبی ۱۵۶°۴۸′غربی / ۶۲٫۳°جنوبی ۱۵۶٫۸°غربی | —                      |                 | [ ۱ ]    |
| ۲۸ اکتبر ۷۵۶   | ۰۹:۵۳:۴۷           | ۸۴         | کامل   | ۱٫۰۲۵۴ | ۰۱ دقیقه ۵۵ ثانیه | ۴۴°۵۴′شمالی ۷۳°۳۶′شرقی / ۴۴٫۹°شمالی ۷۳٫۶°شرقی   | ۲۰۸ کیلومتر (۱۲۹ مایل) |                 | [ ۱ ]    |
| ۲۳ آوریل ۷۵۷   | ۰۵:۲۴:۵۲           | ۸۹         | حلقه‌ای | ۰٫۹۷۶۶ | ۰۲ دقیقه ۳۴ ثانیه | ۶°۱۸′جنوبی ۱۲۰°۴۸′شرقی / ۶٫۳°جنوبی ۱۲۰٫۸°شرقی   | ۸۹ کیلومتر (۵۵ مایل)   |                 | [ ۱ ]    |
| ۱۷ اکتبر ۷۵۷   | ۲۲:۰۵:۱۵           | ۹۴         | حلقه‌ای | ۰٫۹۸۶۸ | ۰۱ دقیقه ۲۰ ثانیه | ۱°۱۸′شمالی ۱۳۵°۰۶′غربی / ۱٫۳°شمالی ۱۳۵٫۱°غربی   | ۴۸ کیلومتر (۳۰ مایل)   |                 | [ ۱ ]    |
| ۱۲ آوریل ۷۵۸   | ۱۴:۴۶:۱۹           | ۹۹         | کامل   | ۱٫۰۲۹۵ | ۰۲ دقیقه ۲۷ ثانیه | ۳۰°۴۸′شمالی ۴۰°۲۴′غربی / ۳۰٫۸°شمالی ۴۰٫۴°غربی   | ۱۰۸ کیلومتر (۶۷ مایل)  |                 | [ ۱ ]    |
| ۷ اکتبر ۷۵۸    | ۰۳:۱۹:۳۵           | ۱۰۴        | حلقه‌ای | ۰٫۹۳۸۵ | ۰۶ دقیقه ۱۲ ثانیه | ۳۲°۳۶′جنوبی ۱۲۴°۲۴′شرقی / ۳۲٫۶°جنوبی ۱۲۴٫۴°شرقی | ۲۵۹ کیلومتر (۱۶۱ مایل) |                 | [ ۱ ]    |
| ۳ مارس ۷۵۹     | ۲۱:۴۲:۲۲           | ۷۱         | جزئی   | ۰٫۱۳۴۰ | —                 | ۶۱°۰۶′جنوبی ۲۹°۰۶′غربی / ۶۱٫۱°جنوبی ۲۹٫۱°غربی   | —                      |                 | [ ۱ ]    |
| ۲ آوریل ۷۵۹    | ۰۵:۵۶:۱۷           | ۱۰۹        | جزئی   | ۰٫۸۱۹۰ | —                 | ۶۱°۰۰′شمالی ۴°۱۲′شرقی / ۶۱٫۰°شمالی ۴٫۲°شرقی     | —                      |                 | [ ۱ ]    |
| ۲۶ سپتامبر ۷۵۹ | ۰۳:۱۱:۵۷           | ۱۱۴        | جزئی   | ۰٫۶۰۲۷ | —                 | ۶۰°۴۸′جنوبی ۴۹°۰۶′شرقی / ۶۰٫۸°جنوبی ۴۹٫۱°شرقی   | —                      |                 | [ ۱ ]    |
| ۲۱ فوریه ۷۶۰   | ۱۳:۰۵:۱۵           | ۸۱         | کامل   | ۱٫۰۱۹۹ | ۰۱ دقیقه ۲۲ ثانیه | ۵۳°۳۶′جنوبی ۳۹°۳۶′شرقی / ۵۳٫۶°جنوبی ۳۹٫۶°شرقی   | ۱۱۳ کیلومتر (۷۰ مایل)  |                 | [ ۱ ]    |
| ۱۵ اوت ۷۶۰     | ۱۵:۴۶:۲۲           | ۸۶         | حلقه‌ای | ۰٫۹۸۸۸ | ۰۰ دقیقه ۴۳ ثانیه | ۶۴°۳۰′شمالی ۲۴°۵۴′شرقی / ۶۴٫۵°شمالی ۲۴٫۹°شرقی   | ۱۰۶ کیلومتر (۶۶ مایل)  |                 | [ ۱ ]    |
| ۹ فوریه ۷۶۱    | ۲۳:۰۸:۵۲           | ۹۱         | حلقه‌ای | ۰٫۹۶۸۶ | ۰۳ دقیقه ۱۵ ثانیه | ۱۸°۳۰′جنوبی ۱۴۶°۵۴′غربی / ۱۸٫۵°جنوبی ۱۴۶٫۹°غربی | ۱۱۳ کیلومتر (۷۰ مایل)  |                 | [ ۱ ]    |
| ۵ اوت ۷۶۱      | ۰۴:۱۹:۵۱           | ۹۶         | کامل   | ۱٫۰۵۴۸ | ۰۴ دقیقه ۳۸ ثانیه | ۲۴°۰۶′شمالی ۱۳۳°۰۶′شرقی / ۲۴٫۱°شمالی ۱۳۳٫۱°شرقی | ۱۸۳ کیلومتر (۱۱۴ مایل) |                 | [ ۱ ]    |
| ۳۰ ژانویه ۷۶۲  | ۰۱:۴۵:۵۲           | ۱۰۱        | حلقه‌ای | ۰٫۹۲۳۹ | ۰۹ دقیقه ۲۲ ثانیه | ۱۹°۱۲′شمالی ۱۵۶°۲۴′شرقی / ۱۹٫۲°شمالی ۱۵۶٫۴°شرقی | ۳۶۰ کیلومتر (۲۲۰ مایل) |                 | [ ۱ ]    |
| ۲۵ ژوئیه ۷۶۲   | ۲۱:۰۲:۲۲           | ۱۰۶        | کامل   | ۱٫۰۷۲۹ | ۰۶ دقیقه ۲۰ ثانیه | ۱۴°۴۸′جنوبی ۱۳۲°۴۸′غربی / ۱۴٫۸°جنوبی ۱۳۲٫۸°غربی | ۲۸۹ کیلومتر (۱۸۰ مایل) |                 | [ ۱ ]    |
| ۱۹ ژانویه ۷۶۳  | ۰۱:۰۰:۲۸           | ۱۱۱        | جزئی   | ۰٫۴۴۷۰ | —                 | ۶۳°۰۰′شمالی ۱۳۶°۳۶′شرقی / ۶۳٫۰°شمالی ۱۳۶٫۶°شرقی | —                      |                 | [ ۱ ]    |
| ۱۶ ژوئیه ۷۶۳   | ۰۴:۲۷:۲۹           | ۷۸         | جزئی   | ۰٫۵۳۲۶ | —                 | ۶۶°۰۶′شمالی ۶۴°۳۰′غربی / ۶۶٫۱°شمالی ۶۴٫۵°غربی   | —                      |                 | [ ۱ ]    |
| ۱۵ ژوئیه ۷۶۳   | ۱۳:۱۴:۲۴           | ۱۱۶        | جزئی   | ۰٫۳۶۲۵ | —                 | ۶۳°۴۲′جنوبی ۴۲°۲۴′غربی / ۶۳٫۷°جنوبی ۴۲٫۴°غربی   | —                      |                 | [ ۱ ]    |
| ۹ دسامبر ۷۶۳   | ۱۴:۲۵:۲۴           | ۸۳         | حلقه‌ای | ۰٫۹۸۷۲ | ۰۰ دقیقه ۴۵ ثانیه | ۸۶°۳۶′جنوبی ۱۲۷°۴۲′شرقی / ۸۶٫۶°جنوبی ۱۲۷٫۷°شرقی | ۱۳۱ کیلومتر (۸۱ مایل)  |                 | [ ۱ ]    |
| ۴ ژوئیه ۷۶۴    | ۱۲:۱۲:۱۸           | ۸۸         | حلقه‌ای | ۰٫۹۶۸۵ | ۰۲ دقیقه ۵۵ ثانیه | ۵۴°۳۰′شمالی ۹°۳۰′شرقی / ۵۴٫۵°شمالی ۹٫۵°شرقی     | ۱۳۳ کیلومتر (۸۳ مایل)  |                 | [ ۱ ]    |
| ۲۸ نوامبر ۷۶۴  | ۰۳:۵۵:۱۷           | ۹۳         | کامل   | ۱٫۰۴۱۲ | ۰۳ دقیقه ۳۲ ثانیه | ۳۵°۲۴′جنوبی ۱۳۱°۵۴′شرقی / ۳۵٫۴°جنوبی ۱۳۱٫۹°شرقی | ۱۴۲ کیلومتر (۸۸ مایل)  |                 | [ ۱ ]    |
| ۲۴ مه ۷۶۵      | ۱۳:۴۱:۴۶           | ۹۸         | حلقه‌ای | ۰٫۹۴۸۰ | ۰۷ دقیقه ۱۷ ثانیه | ۷°۱۸′شمالی ۱۲°۱۸′غربی / ۷٫۳°شمالی ۱۲٫۳°غربی     | ۱۹۷ کیلومتر (۱۲۲ مایل) |                 | [ ۱ ]    |
| ۱۷ نوامبر ۷۶۵  | ۱۹:۳۹:۰۲           | ۱۰۳        | کامل   | ۱٫۰۳۸۹ | ۰۳ دقیقه ۴۹ ثانیه | ۶°۰۰′شمالی ۱۰۱°۱۲′غربی / ۶٫۰°شمالی ۱۰۱٫۲°غربی   | ۱۴۵ کیلومتر (۹۰ مایل)  |                 | [ ۱ ]    |
| ۱۳ مه ۷۶۶      | ۱۵:۱۸:۰۸           | ۱۰۸        | حلقه‌ای | ۰٫۹۵۶۲ | ۰۳ دقیقه ۳۵ ثانیه | ۶۶°۰۶′جنوبی ۱۷°۰۰′غربی / ۶۶٫۱°جنوبی ۱۷٫۰°غربی   | —                      |                 | [ ۱ ]    |
| ۷ نوامبر ۷۶۶   | ۰۸:۵۲:۵۲           | ۱۱۳        | جزئی   | ۰٫۶۸۹۷ | —                 | ۶۹°۳۶′شمالی ۸۸°۳۰′شرقی / ۶۹٫۶°شمالی ۸۸٫۵°شرقی   | —                      |                 | [ ۱ ]    |
| ۳ آوریل ۷۶۷    | ۱۳:۵۷:۱۲           | ۸۰         | کامل   | ۱٫۰۳۱۱ | ۰۱ دقیقه ۵۵ ثانیه | ۶۹°۱۲′شمالی ۶۷°۰۰′غربی / ۶۹٫۲°شمالی ۶۷٫۰°غربی   | ۳۱۹ کیلومتر (۱۹۸ مایل) |                 | [ ۱ ]    |
| ۲۷ سپتامبر ۷۶۷ | ۲۲:۳۴:۳۸           | ۸۵         | حلقه‌ای | ۰٫۹۲۷۰ | —                 | ۷۲°۰۰′جنوبی ۱۱۲°۳۶′شرقی / ۷۲٫۰°جنوبی ۱۱۲٫۶°شرقی | —                      |                 | [ ۱ ]    |
| ۲۳ مارس ۷۶۸    | ۰۵:۵۵:۵۸           | ۹۰         | کامل   | ۱٫۰۶۷۹ | ۰۵ دقیقه ۵۶ ثانیه | ۱۳°۵۴′شمالی ۱۰۲°۰۶′شرقی / ۱۳٫۹°شمالی ۱۰۲٫۱°شرقی | ۲۲۶ کیلومتر (۱۴۰ مایل) |                 | [ ۱ ]    |
| ۱۵ سپتامبر ۷۶۸ | ۲۲:۱۲:۳۷           | ۹۵         | حلقه‌ای | ۰٫۹۳۶۲ | ۰۸ دقیقه ۰۰ ثانیه | ۱۵°۴۸′جنوبی ۱۴۷°۰۶′غربی / ۱۵٫۸°جنوبی ۱۴۷٫۱°غربی | ۲۴۹ کیلومتر (۱۵۵ مایل) |                 | [ ۱ ]    |
| ۱۲ مارس ۷۶۹    | ۲۲:۰۹:۰۴           | ۱۰۰        | کامل   | ۱٫۰۴۱۳ | ۰۳ دقیقه ۳۲ ثانیه | ۳۱°۰۶′جنوبی ۱۲۶°۰۰′غربی / ۳۱٫۱°جنوبی ۱۲۶٫۰°غربی | ۱۶۰ کیلومتر (۹۹ مایل)  |                 | [ ۱ ]    |
| ۵ سپتامبر ۷۶۹  | ۰۱:۴۰:۱۰           | ۱۰۵        | حلقه‌ای | ۰٫۹۷۹۵ | ۰۲ دقیقه ۰۶ ثانیه | ۳۰°۰۰′شمالی ۱۷۵°۵۴′شرقی / ۳۰٫۰°شمالی ۱۷۵٫۹°شرقی | ۸۰ کیلومتر (۵۰ مایل)   |                 | [ ۱ ]    |
| ۲ مارس ۷۷۰     | ۰۹:۵۷:۴۱           | ۱۱۰        | جزئی   | ۰٫۴۶۶۱ | —                 | ۷۱°۴۲′جنوبی ۱۵۴°۴۸′شرقی / ۷۱٫۷°جنوبی ۱۵۴٫۸°شرقی | —                      |                 | [ ۱ ]    |
| ۲۷ ژوئیه ۷۷۰   | ۰۴:۱۲:۵۳           | ۷۷         | جزئی   | ۰٫۱۶۸۲ | —                 | ۶۹°۱۲′جنوبی ۱۰۴°۱۸′شرقی / ۶۹٫۲°جنوبی ۱۰۴٫۳°شرقی | —                      |                 | [ ۱ ]    |
| ۲۵ اوت ۷۷۰     | ۱۲:۳۴:۳۱           | ۱۱۵        | جزئی   | ۰٫۷۶۰۳ | —                 | ۷۱°۱۸′شمالی ۱۲۵°۰۰′شرقی / ۷۱٫۳°شمالی ۱۲۵٫۰°شرقی | —                      |                 | [ ۱ ]    |
| ۲۰ ژانویه ۷۷۱  | ۲۰:۲۰:۴۰           | ۸۲         | حلقه‌ای | ۰٫۹۱۲۵ | ۰۹ دقیقه ۳۲ ثانیه | ۴۷°۳۰′شمالی ۱۱۹°۲۴′غربی / ۴۷٫۵°شمالی ۱۱۹٫۴°غربی | ۸۶۳ کیلومتر (۵۳۶ مایل) |                 | [ ۱ ]    |
| ۱۶ ژوئیه ۷۷۱   | ۲۱:۱۸:۲۶           | ۸۷         | کامل   | ۱٫۰۶۸۴ | ۰۶ دقیقه ۰۴ ثانیه | ۲۵°۱۲′جنوبی ۱۲۹°۴۸′غربی / ۲۵٫۲°جنوبی ۱۲۹٫۸°غربی | ۳۲۲ کیلومتر (۲۰۰ مایل) |                 | [ ۱ ]    |
| ۹ ژانویه ۷۷۲   | ۲۰:۰۱:۱۸           | ۹۲         | حلقه‌ای | ۰٫۹۳۵۸ | ۰۸ دقیقه ۴۶ ثانیه | ۸°۴۲′جنوبی ۱۰۵°۰۶′غربی / ۸٫۷°جنوبی ۱۰۵٫۱°غربی   | ۲۴۵ کیلومتر (۱۵۲ مایل) |                 | [ ۱ ]    |
| ۵ ژوئیه ۷۷۲    | ۱۲:۳۵:۳۵           | ۹۷         | کامل   | ۱٫۰۳۴۷ | ۰۳ دقیقه ۲۷ ثانیه | ۲۳°۵۴′شمالی ۴°۵۴′شرقی / ۲۳٫۹°شمالی ۴٫۹°شرقی     | ۱۱۷ کیلومتر (۷۳ مایل)  |                 | [ ۱ ]    |
| ۲۹ دسامبر ۷۷۲  | ۰۱:۲۹:۱۱           | ۱۰۲        | حلقه‌ای | ۰٫۹۸۳۶ | ۰۱ دقیقه ۲۶ ثانیه | ۵۱°۵۴′جنوبی ۱۷۲°۱۲′شرقی / ۵۱٫۹°جنوبی ۱۷۲٫۲°شرقی | ۶۶ کیلومتر (۴۱ مایل)   |                 | [ ۱ ]    |
| ۲۴ ژوئیه ۷۷۳   | ۲۱:۵۲:۲۲           | ۱۰۷        | حلقه‌ای | ۰٫۹۷۳۴ | ۰۱ دقیقه ۵۳ ثانیه | ۷۹°۰۶′شمالی ۱۴۸°۰۰′غربی / ۷۹٫۱°شمالی ۱۴۸٫۰°غربی | ۱۷۱ کیلومتر (۱۰۶ مایل) |                 | [ ۱ ]    |
| ۱۸ دسامبر ۷۷۳  | ۱۳:۵۱:۰۱           | ۱۱۲        | جزئی   | ۰٫۷۶۷۸ | —                 | ۶۵°۵۴′جنوبی ۱۷۸°۳۰′شرقی / ۶۵٫۹°جنوبی ۱۷۸٫۵°شرقی | —                      |                 | [ ۱ ]    |
| ۱۵ مه ۷۷۴      | ۰۹:۲۲:۵۹           | ۷۹         | جزئی   | ۰٫۵۵۸۸ | —                 | ۶۳°۰۰′جنوبی ۹۶°۲۴′شرقی / ۶۳٫۰°جنوبی ۹۶٫۴°شرقی   | —                      |                 | [ ۱ ]    |
| ۸ نوامبر ۷۷۴   | ۱۸:۳۳:۱۰           | ۸۴         | کامل   | ۱٫۰۲۱۰ | ۰۱ دقیقه ۳۸ ثانیه | ۴۵°۰۰′شمالی ۶۰°۲۴′غربی / ۴۵٫۰°شمالی ۶۰٫۴°غربی   | ۱۸۶ کیلومتر (۱۱۶ مایل) |                 | [ ۱ ]    |
| ۴ مه ۷۷۵       | ۱۲:۱۹:۱۳           | ۸۹         | حلقه‌ای | ۰٫۹۸۱۲ | ۰۲ دقیقه ۰۶ ثانیه | ۷°۴۲′جنوبی ۱۶°۴۸′شرقی / ۷٫۷°جنوبی ۱۶٫۸°شرقی     | ۷۴ کیلومتر (۴۶ مایل)   |                 | [ ۱ ]    |
| ۲۹ اکتبر ۷۷۵   | ۰۶:۱۹:۴۱           | ۹۴         | حلقه‌ای | ۰٫۹۸۱۴ | ۰۱ دقیقه ۵۷ ثانیه | ۱°۱۸′جنوبی ۱۰۰°۲۴′شرقی / ۱٫۳°جنوبی ۱۰۰٫۴°شرقی   | ۶۸ کیلومتر (۴۲ مایل)   |                 | [ ۱ ]    |
| ۲۲ آوریل ۷۷۶   | ۲۲:۱۳:۲۹           | ۹۹         | کامل   | ۱٫۰۳۵۶ | ۰۲ دقیقه ۵۸ ثانیه | ۳۱°۲۴′شمالی ۱۵۰°۴۸′غربی / ۳۱٫۴°شمالی ۱۵۰٫۸°غربی | ۱۲۷ کیلومتر (۷۹ مایل)  |                 | [ ۱ ]    |
| ۱۷ اکتبر ۷۷۶   | ۱۱:۰۳:۲۶           | ۱۰۴        | حلقه‌ای | ۰٫۹۳۴۳ | ۰۶ دقیقه ۳۷ ثانیه | ۳۵°۳۶′جنوبی ۸°۳۰′شرقی / ۳۵٫۶°جنوبی ۸٫۵°شرقی     | ۲۷۵ کیلومتر (۱۷۱ مایل) |                 | [ ۱ ]    |
| ۱۴ مارس ۷۷۷    | ۰۵:۵۲:۰۱           | ۷۱         | جزئی   | ۰٫۰۵۹۵ | —                 | ۶۱°۰۰′جنوبی ۱۶۰°۵۴′غربی / ۶۱٫۰°جنوبی ۱۶۰٫۹°غربی | —                      |                 | [ ۱ ]    |
| ۱۲ آوریل ۷۷۷   | ۱۳:۴۴:۱۴           | ۱۰۹        | جزئی   | ۰٫۹۲۷۹ | —                 | ۶۱°۱۸′شمالی ۱۲۲°۱۲′غربی / ۶۱٫۳°شمالی ۱۲۲٫۲°غربی | —                      |                 | [ ۱ ]    |
| ۶ اکتبر ۷۷۷    | ۱۰:۳۹:۵۴           | ۱۱۴        | جزئی   | ۰٫۶۶۱۱ | —                 | ۶۰°۵۴′جنوبی ۷۲°۰۶′غربی / ۶۰٫۹°جنوبی ۷۲٫۱°غربی   | —                      |                 | [ ۱ ]    |
| ۳ مارس ۷۷۸     | ۲۱:۱۲:۲۴           | ۸۱         | کامل   | ۱٫۰۱۹۲ | ۰۱ دقیقه ۲۰ ثانیه | ۵۱°۵۴′جنوبی ۸۱°۱۸′غربی / ۵۱٫۹°جنوبی ۸۱٫۳°غربی   | ۱۱۹ کیلومتر (۷۴ مایل)  |                 | [ ۱ ]    |
| ۲۶ اوت ۷۷۸     | ۲۳:۱۴:۴۲           | ۸۶         | حلقه‌ای | ۰٫۹۸۶۴ | ۰۰ دقیقه ۵۰ ثانیه | ۶۳°۰۶′شمالی ۷۱°۴۸′غربی / ۶۳٫۱°شمالی ۷۱٫۸°غربی   | ۲۵۰ کیلومتر (۱۶۰ مایل) |                 | [ ۱ ]    |
| ۲۱ فوریه ۷۷۹   | ۰۷:۰۰:۰۹           | ۹۱         | حلقه‌ای | ۰٫۹۶۸۵ | ۰۳ دقیقه ۱۴ ثانیه | ۱۶°۰۶′جنوبی ۹۵°۱۲′شرقی / ۱۶٫۱°جنوبی ۹۵٫۲°شرقی   | ۱۱۴ کیلومتر (۷۱ مایل)  |                 | [ ۱ ]    |
| ۱۶ اوت ۷۷۹     | ۱۲:۰۲:۲۶           | ۹۶         | کامل   | ۱٫۰۵۴۴ | ۰۴ دقیقه ۲۹ ثانیه | ۲۳°۳۰′شمالی ۱۸°۱۸′شرقی / ۲۳٫۵°شمالی ۱۸٫۳°شرقی   | ۱۸۳ کیلومتر (۱۱۴ مایل) |                 | [ ۱ ]    |
| ۱۰ فوریه ۷۸۰   | ۰۹:۲۵:۳۴           | ۱۰۱        | حلقه‌ای | ۰٫۹۲۵۷ | ۰۸ دقیقه ۴۹ ثانیه | ۲۰°۱۲′شمالی ۳۹°۴۲′شرقی / ۲۰٫۲°شمالی ۳۹٫۷°شرقی   | ۳۴۱ کیلومتر (۲۱۲ مایل) |                 | [ ۱ ]    |
| ۵ اوت ۷۸۰      | ۰۴:۴۳:۲۷           | ۱۰۶        | کامل   | ۱٫۰۷۰۸ | ۰۶ دقیقه ۰۳ ثانیه | ۱۳°۰۰′جنوبی ۱۱۰°۵۴′شرقی / ۱۳٫۰°جنوبی ۱۱۰٫۹°شرقی | ۲۶۷ کیلومتر (۱۶۶ مایل) |                 | [ ۱ ]    |
| ۲۹ ژانویه ۷۸۱  | ۰۸:۵۰:۲۲           | ۱۱۱        | جزئی   | ۰٫۴۸۰۷ | —                 | ۶۲°۱۲′شمالی ۹°۳۰′شرقی / ۶۲٫۲°شمالی ۹٫۵°شرقی     | —                      |                 | [ ۱ ]    |
| ۲۶ ژوئیه ۷۸۱   | ۱۱:۳۰:۴۴           | ۷۸         | جزئی   | ۰٫۳۸۴۹ | —                 | ۶۵°۰۶′شمالی ۱۷۸°۵۴′شرقی / ۶۵٫۱°شمالی ۱۷۸٫۹°شرقی | —                      |                 | [ ۱ ]    |
| ۲۵ ژوئیه ۷۸۱   | ۲۰:۳۷:۵۳           | ۱۱۶        | جزئی   | ۰٫۴۸۱۶ | —                 | ۶۲°۵۴′جنوبی ۱۶۳°۱۸′غربی / ۶۲٫۹°جنوبی ۱۶۳٫۳°غربی | —                      |                 | [ ۱ ]    |
| ۱۹ دسامبر ۷۸۱  | ۲۳:۰۴:۲۵           | ۸۳         | حلقه‌ای | ۰٫۹۹۰۳ | ۰۰ دقیقه ۳۴ ثانیه | ۸۳°۱۲′جنوبی ۳۷°۱۲′غربی / ۸۳٫۲°جنوبی ۳۷٫۲°غربی   | ۹۷ کیلومتر (۶۰ مایل)   |                 | [ ۱ ]    |
| ۱۵ ژوئیه ۷۸۲   | ۱۸:۴۵:۲۴           | ۸۸         | حلقه‌ای | ۰٫۹۶۴۹ | ۰۳ دقیقه ۰۲ ثانیه | ۶۱°۰۰′شمالی ۸۳°۱۸′غربی / ۶۱٫۰°شمالی ۸۳٫۳°غربی   | ۱۶۰ کیلومتر (۹۹ مایل)  |                 | [ ۱ ]    |
| ۹ دسامبر ۷۸۲   | ۱۲:۴۷:۴۳           | ۹۳         | کامل   | ۱٫۰۴۲۱ | ۰۳ دقیقه ۳۴ ثانیه | ۳۶°۴۲′جنوبی ۰°۴۲′شرقی / ۳۶٫۷°جنوبی ۰٫۷°شرقی     | ۱۴۵ کیلومتر (۹۰ مایل)  |                 | [ ۱ ]    |
| ۴ ژوئیه ۷۸۳    | ۲۰:۰۳:۱۸           | ۹۸         | حلقه‌ای | ۰٫۹۴۸۹ | ۰۷ دقیقه ۰۱ ثانیه | ۱۳°۵۴′شمالی ۱۰۹°۰۰′غربی / ۱۳٫۹°شمالی ۱۰۹٫۰°غربی | ۱۹۰ کیلومتر (۱۲۰ مایل) |                 | [ ۱ ]    |
| ۲۹ نوامبر ۷۸۳  | ۰۴:۲۸:۰۹           | ۱۰۳        | کامل   | ۱٫۰۳۶۵ | ۰۳ دقیقه ۳۹ ثانیه | ۳°۵۴′شمالی ۱۲۴°۵۴′شرقی / ۳٫۹°شمالی ۱۲۴٫۹°شرقی   | ۱۳۷ کیلومتر (۸۵ مایل)  |                 | [ ۱ ]    |
| ۲۳ مه ۷۸۴      | ۲۱:۵۸:۳۴           | ۱۰۸        | حلقه‌ای | ۰٫۹۶۵۳ | ۰۳ دقیقه ۳۰ ثانیه | ۴۴°۳۶′جنوبی ۱۳۲°۳۰′غربی / ۴۴٫۶°جنوبی ۱۳۲٫۵°غربی | ۳۰۹ کیلومتر (۱۹۲ مایل) |                 | [ ۱ ]    |
| ۱۷ نوامبر ۷۸۴  | ۱۷:۲۳:۵۱           | ۱۱۳        | جزئی   | ۰٫۶۹۳۴ | —                 | ۶۸°۴۲′شمالی ۵۲°۰۰′غربی / ۶۸٫۷°شمالی ۵۲٫۰°غربی   | —                      |                 | [ ۱ ]    |
| ۱۳ آوریل ۷۸۵   | ۲۱:۳۵:۴۷           | ۸۰         | کامل   | ۱٫۰۳۱۷ | ۰۱ دقیقه ۴۰ ثانیه | ۷۲°۴۸′شمالی ۱۱۳°۲۴′شرقی / ۷۲٫۸°شمالی ۱۱۳٫۴°شرقی | —                      |                 | [ ۱ ]    |
| ۸ اکتبر ۷۸۵    | ۰۶:۰۶:۰۶           | ۸۵         | جزئی   | ۰٫۸۶۹۹ | —                 | ۷۱°۴۲′جنوبی ۱۵°۰۰′غربی / ۷۱٫۷°جنوبی ۱۵٫۰°غربی   | —                      |                 | [ ۱ ]    |
| ۳ آوریل ۷۸۶    | ۱۳:۵۱:۲۸           | ۹۰         | کامل   | ۱٫۰۷۰۹ | ۰۶ دقیقه ۰۲ ثانیه | ۲۱°۰۰′شمالی ۱۹°۱۸′غربی / ۲۱٫۰°شمالی ۱۹٫۳°غربی   | ۲۳۸ کیلومتر (۱۴۸ مایل) |                 | [ ۱ ]    |
| ۲۷ سپتامبر ۷۸۶ | ۰۵:۳۶:۱۷           | ۹۵         | حلقه‌ای | ۰٫۹۳۴۴ | ۰۷ دقیقه ۵۷ ثانیه | ۲۲°۲۴′جنوبی ۹۹°۳۶′شرقی / ۲۲٫۴°جنوبی ۹۹٫۶°شرقی   | ۲۶۰ کیلومتر (۱۶۰ مایل) |                 | [ ۱ ]    |
| ۲۴ مارس ۷۸۷    | ۰۶:۰۵:۰۱           | ۱۰۰        | کامل   | ۱٫۰۴۲۲ | ۰۳ دقیقه ۴۶ ثانیه | ۲۴°۱۲′جنوبی ۱۱۱°۵۴′شرقی / ۲۴٫۲°جنوبی ۱۱۱٫۹°شرقی | ۱۵۹ کیلومتر (۹۹ مایل)  |                 | [ ۱ ]    |
| ۱۶ سپتامبر ۷۸۷ | ۰۹:۱۸:۲۳           | ۱۰۵        | حلقه‌ای | ۰٫۹۷۹۹ | ۰۲ دقیقه ۰۷ ثانیه | ۲۳°۰۶′شمالی ۵۸°۴۸′شرقی / ۲۳٫۱°شمالی ۵۸٫۸°شرقی   | ۷۷ کیلومتر (۴۸ مایل)   |                 | [ ۱ ]    |
| ۱۲ مارس ۷۸۸    | ۱۷:۴۱:۰۰           | ۱۱۰        | جزئی   | ۰٫۵۲۷۳ | —                 | ۷۱°۵۴′جنوبی ۲۴°۱۸′شرقی / ۷۱٫۹°جنوبی ۲۴٫۳°شرقی   | —                      |                 | [ ۱ ]    |
| ۶ اوت ۷۸۸      | ۱۱:۵۲:۵۲           | ۷۷         | جزئی   | ۰٫۰۶۰۷ | —                 | ۷۰°۰۰′جنوبی ۲۳°۴۲′غربی / ۷۰٫۰°جنوبی ۲۳٫۷°غربی   | —                      |                 | [ ۱ ]    |
| ۴ سپتامبر ۷۸۸  | ۲۰:۲۶:۵۹           | ۱۱۵        | جزئی   | ۰٫۸۵۰۸ | —                 | ۷۱°۴۸′شمالی ۷°۳۶′غربی / ۷۱٫۸°شمالی ۷٫۶°غربی     | —                      |                 | [ ۱ ]    |
| ۳۱ ژانویه ۷۸۹  | ۰۴:۰۵:۰۸           | ۸۲         | حلقه‌ای | ۰٫۹۱۳۶ | ۰۸ دقیقه ۴۷ ثانیه | ۵۲°۴۲′شمالی ۱۱۷°۱۲′شرقی / ۵۲٫۷°شمالی ۱۱۷٫۲°شرقی | ۹۸۴ کیلومتر (۶۱۱ مایل) |                 | [ ۱ ]    |
| ۲۷ ژوئیه ۷۸۹   | ۰۴:۵۳:۳۷           | ۸۷         | کامل   | ۱٫۰۶۳۶ | ۰۵ دقیقه ۲۲ ثانیه | ۳۲°۵۴′جنوبی ۱۱۱°۴۲′شرقی / ۳۲٫۹°جنوبی ۱۱۱٫۷°شرقی | ۳۳۸ کیلومتر (۲۱۰ مایل) |                 | [ ۱ ]    |
| ۲۰ ژانویه ۷۹۰  | ۰۴:۰۱:۴۸           | ۹۲         | حلقه‌ای | ۰٫۹۳۹۶ | ۰۸ دقیقه ۰۷ ثانیه | ۵°۴۸′جنوبی ۱۳۳°۵۴′شرقی / ۵٫۸°جنوبی ۱۳۳٫۹°شرقی   | ۲۳۰ کیلومتر (۱۴۰ مایل) |                 | [ ۱ ]    |
| ۱۶ ژوئیه ۷۹۰   | ۱۹:۴۹:۲۵           | ۹۷         | کامل   | ۱٫۰۲۹۶ | ۰۳ دقیقه ۰۳ ثانیه | ۱۸°۰۰′شمالی ۱۰۴°۰۶′غربی / ۱۸٫۰°شمالی ۱۰۴٫۱°غربی | ۱۰۰ کیلومتر (۶۲ مایل)  |                 | [ ۱ ]    |
| ۹ ژانویه ۷۹۱   | ۰۹:۵۷:۳۶           | ۱۰۲        | حلقه‌ای | ۰٫۹۸۸۰ | ۰۱ دقیقه ۰۳ ثانیه | ۴۹°۴۸′جنوبی ۴۸°۵۴′شرقی / ۴۹٫۸°جنوبی ۴۸٫۹°شرقی   | ۴۸ کیلومتر (۳۰ مایل)   |                 | [ ۱ ]    |
| ۶ ژوئیه ۷۹۱    | ۰۴:۳۵:۴۰           | ۱۰۷        | حلقه‌ای | ۰٫۹۷۱۰ | ۰۲ دقیقه ۱۴ ثانیه | ۷۱°۱۲′شمالی ۱۲۷°۳۰′شرقی / ۷۱٫۲°شمالی ۱۲۷٫۵°شرقی | ۱۵۸ کیلومتر (۹۸ مایل)  |                 | [ ۱ ]    |
| ۲۹ دسامبر ۷۹۱  | ۲۲:۳۸:۴۰           | ۱۱۲        | جزئی   | ۰٫۷۷۹۲ | —                 | ۶۷°۰۰′جنوبی ۳۵°۲۴′شرقی / ۶۷٫۰°جنوبی ۳۵٫۴°شرقی   | —                      |                 | [ ۱ ]    |
| ۲۵ مه ۷۹۲      | ۱۵:۴۸:۳۴           | ۷۹         | جزئی   | ۰٫۴۱۶۱ | —                 | ۶۳°۴۸′جنوبی ۱۰°۰۰′غربی / ۶۳٫۸°جنوبی ۱۰٫۰°غربی   | —                      |                 | [ ۱ ]    |
| ۲۴ ژوئیه ۷۹۲   | ۰۶:۴۲:۲۶           | ۱۱۷        | جزئی   | ۰٫۰۵۲۳ | —                 | ۶۶°۲۴′شمالی ۸۰°۳۰′غربی / ۶۶٫۴°شمالی ۸۰٫۵°غربی   | —                      |                 | [ ۱ ]    |
| ۱۹ نوامبر ۷۹۲  | ۰۳:۱۶:۴۷           | ۸۴         | کامل   | ۱٫۰۱۷۲ | ۰۱ دقیقه ۲۳ ثانیه | ۴۵°۱۲′شمالی ۱۶۳°۴۸′شرقی / ۴۵٫۲°شمالی ۱۶۳٫۸°شرقی | ۱۶۲ کیلومتر (۱۰۱ مایل) |                 | [ ۱ ]    |
| ۱۴ مه ۷۹۳      | ۱۹:۰۹:۲۷           | ۸۹         | حلقه‌ای | ۰٫۹۸۵۲ | ۰۱ دقیقه ۴۱ ثانیه | ۱۰°۱۸′جنوبی ۸۶°۲۴′غربی / ۱۰٫۳°جنوبی ۸۶٫۴°غربی   | ۶۱ کیلومتر (۳۸ مایل)   |                 | [ ۱ ]    |
| ۸ نوامبر ۷۹۳   | ۱۴:۳۹:۴۷           | ۹۴         | حلقه‌ای | ۰٫۹۷۶۵ | ۰۲ دقیقه ۳۴ ثانیه | ۳°۴۲′جنوبی ۲۵°۳۰′غربی / ۳٫۷°جنوبی ۲۵٫۵°غربی     | ۸۷ کیلومتر (۵۴ مایل)   |                 | [ ۱ ]    |
| ۴ مه ۷۹۴       | ۰۵:۳۴:۵۹           | ۹۹         | کامل   | ۱٫۰۴۱۳ | ۰۳ دقیقه ۳۰ ثانیه | ۳۱°۱۲′شمالی ۱۰۰°۳۶′شرقی / ۳۱٫۲°شمالی ۱۰۰٫۶°شرقی | ۱۴۳ کیلومتر (۸۹ مایل)  |                 | [ ۱ ]    |
| ۲۸ اکتبر ۷۹۴   | ۱۸:۵۴:۴۶           | ۱۰۴        | حلقه‌ای | ۰٫۹۳۰۵ | ۰۷ دقیقه ۰۲ ثانیه | ۳۸°۴۸′جنوبی ۱۰۸°۵۴′غربی / ۳۸٫۸°جنوبی ۱۰۸٫۹°غربی | ۲۹۰ کیلومتر (۱۸۰ مایل) |                 | [ ۱ ]    |
| ۲۳ آوریل ۷۹۵   | ۲۱:۲۴:۵۶           | ۱۰۹        | کامل   | ۱٫۰۵۸۷ | ۰۲ دقیقه ۵۸ ثانیه | ۶۵°۱۲′شمالی ۱۳۰°۴۲′شرقی / ۶۵٫۲°شمالی ۱۳۰٫۷°شرقی | —                      |                 | [ ۱ ]    |
| ۱۷ اکتبر ۷۹۵   | ۱۸:۱۷:۵۵           | ۱۱۴        | جزئی   | ۰٫۷۰۶۵ | —                 | ۶۱°۱۸′جنوبی ۱۶۴°۰۶′شرقی / ۶۱٫۳°جنوبی ۱۶۴٫۱°شرقی | —                      |                 | [ ۱ ]    |
| ۱۴ مارس ۷۹۶    | ۰۵:۱۱:۱۰           | ۸۱         | کامل   | ۱٫۰۱۸۱ | ۰۱ دقیقه ۱۶ ثانیه | ۵۱°۲۴′جنوبی ۱۶۰°۲۴′شرقی / ۵۱٫۴°جنوبی ۱۶۰٫۴°شرقی | ۱۲۹ کیلومتر (۸۰ مایل)  |                 | [ ۱ ]    |
| ۶ سپتامبر ۷۹۶  | ۰۶:۵۱:۴۸           | ۸۶         | جزئی   | ۰٫۹۴۳۵ | —                 | ۶۱°۰۰′شمالی ۱۷۲°۲۴′غربی / ۶۱٫۰°شمالی ۱۷۲٫۴°غربی | —                      |                 | [ ۱ ]    |
| ۳ مارس ۷۹۷     | ۱۴:۴۳:۳۵           | ۹۱         | حلقه‌ای | ۰٫۹۶۸۵ | ۰۳ دقیقه ۱۴ ثانیه | ۱۳°۴۲′جنوبی ۲۰°۴۸′غربی / ۱۳٫۷°جنوبی ۲۰٫۸°غربی   | ۱۱۵ کیلومتر (۷۱ مایل)  |                 | [ ۱ ]    |
| ۲۶ اوت ۷۹۷     | ۱۹:۵۱:۳۷           | ۹۶         | کامل   | ۱٫۰۵۳۵ | ۰۴ دقیقه ۲۱ ثانیه | ۲۲°۱۲′شمالی ۹۸°۲۴′غربی / ۲۲٫۲°شمالی ۹۸٫۴°غربی   | ۱۸۲ کیلومتر (۱۱۳ مایل) |                 | [ ۱ ]    |
| ۲۰ فوریه ۷۹۸   | ۱۶:۵۷:۰۳           | ۱۰۱        | حلقه‌ای | ۰٫۹۲۷۹ | ۰۸ دقیقه ۱۵ ثانیه | ۲۱°۱۸′شمالی ۷۴°۳۰′غربی / ۲۱٫۳°شمالی ۷۴٫۵°غربی   | ۳۲۱ کیلومتر (۱۹۹ مایل) |                 | [ ۱ ]    |
| ۱۶ اوت ۷۹۸     | ۱۲:۲۹:۴۱           | ۱۰۶        | کامل   | ۱٫۰۶۸۰ | ۰۵ دقیقه ۴۲ ثانیه | ۱۲°۲۴′جنوبی ۶°۳۰′غربی / ۱۲٫۴°جنوبی ۶٫۵°غربی     | ۲۴۸ کیلومتر (۱۵۴ مایل) |                 | [ ۱ ]    |
| ۹ فوریه ۷۹۹    | ۱۶:۳۴:۰۷           | ۱۱۱        | جزئی   | ۰٫۵۲۴۱ | —                 | ۶۱°۳۶′شمالی ۱۱۶°۰۰′غربی / ۶۱٫۶°شمالی ۱۱۶٫۰°غربی | —                      |                 | [ ۱ ]    |
| ۷ ژوئیه ۷۹۹    | ۱۸:۳۵:۰۸           | ۷۸         | جزئی   | ۰٫۲۴۲۶ | —                 | ۶۴°۱۲′شمالی ۶۲°۲۴′شرقی / ۶۴٫۲°شمالی ۶۲٫۴°شرقی   | —                      |                 | [ ۱ ]    |
| ۶ اوت ۷۹۹      | ۰۴:۰۶:۰۸           | ۱۱۶        | جزئی   | ۰٫۵۹۱۰ | —                 | ۶۲°۱۲′جنوبی ۷۴°۴۸′شرقی / ۶۲٫۲°جنوبی ۷۴٫۸°شرقی   | —                      |                 | [ ۱ ]    |
| ۳۱ دسامبر ۷۹۹  | ۰۷:۴۱:۲۰           | ۸۳         | حلقه‌ای | ۰٫۹۹۳۹ | ۰۰ دقیقه ۲۱ ثانیه | ۷۹°۰۶′جنوبی ۱۷۹°۲۴′غربی / ۷۹٫۱°جنوبی ۱۷۹٫۴°غربی | ۶۲ کیلومتر (۳۹ مایل)   |                 | [ ۱ ]    |
| ۲۶ ژوئیه ۸۰۰   | ۰۱:۱۹:۵۶           | ۸۸         | حلقه‌ای | ۰٫۹۶۰۸ | ۰۳ دقیقه ۱۱ ثانیه | ۶۶°۲۴′شمالی ۱۷۱°۵۴′غربی / ۶۶٫۴°شمالی ۱۷۱٫۹°غربی | ۱۹۸ کیلومتر (۱۲۳ مایل) |                 | [ ۱ ]    |
| ۱۹ دسامبر ۸۰۰  | ۲۱:۳۹:۲۵           | ۹۳         | کامل   | ۱٫۰۴۳۴ | ۰۳ دقیقه ۳۸ ثانیه | ۳۷°۰۰′جنوبی ۱۳۰°۰۰′غربی / ۳۷٫۰°جنوبی ۱۳۰٫۰°غربی | ۱۴۹ کیلومتر (۹۳ مایل)  |                 | [ ۱ ]    |